# Cristian Mejía
Cristian de Jesús Mejía Martínez (Barranquilla, 11 ottobre 1990) è un ex calciatore colombiano, di ruolo centrocampista.